# Lutjanus kasmira
Espèce
La perche à raies bleues, vivaneau à raies bleues ou madras (Lutjanus kasmira) est une espèce de poissons tropicaux de la famille des Lutjanidae. Elle est élevée par les aquariophiles. Cette espèce est devenue envahissante à Hawaii. Il porte le nom de taape en Polynésie française.
Ce poisson peut mesurer jusqu'à 40 cm de long. Il vit dans les récifs coralliens en bancs et chasse la nuit.